# Maria Apolinaria Abramowska
Bolesława Maria Apolinaria Abramowska, właśc. Bolesława Abramowska (ur. 13 lutego 1922 w Szemborach, zm. 5 października 2009 w Płocku) – zakonnica mariawicka ze Zgromadzenia Sióstr Mariawitek Kościoła Starokatolickiego Mariawitów w RP.
Córka Wiktora i Honoraty Abramowskich. W 1946 wstąpiła do klasztoru Zgromadzenia Sióstr Mariawitek w Wiśniewie. W 1949 została przyjęta do nowicjatu i chóru sióstr służebnych. 
W okresie swojego życia zakonnego pracowała w gospodarstwie klasztornym i parafialnym w Wiśniewie, a następnie w klasztorze przy Świątyni Miłosierdzia i Miłości w Płocku, gdzie zajmowała się pracą w ogrodzie, a także pomocą w kuchni.
Była ostatnią zakonnicą mariawicką Kościoła Starokatolickiego Mariawitów w Polsce. Pochowana na cmentarzu mariawickim w Płocku.